# Rozcestí (Rozvadov)
Rozcestí je malá vesnice, část obce Rozvadov v okrese Tachov v Plzeňském kraji. Nachází se asi 3,5 kilometru severovýchodně od Rozvadova. Prochází zde silnice II/605. Rozcestí leží v katastrálním území Rozvadov o výměře 31,51 km².

## Historie
Rozcestí vzniklo roku 1960 jako částí obce Rozvadov v okrese Tachov.

## Obyvatelstvo
| Rok            | 1869 | 1880 | 1890 | 1900 | 1910 | 1921 | 1930 | 1950 | 1961 | 1970 | 1980 | 1991 | 2001 | 2011 | 2021 |
| -------------- | ---- | ---- | ---- | ---- | ---- | ---- | ---- | ---- | ---- | ---- | ---- | ---- | ---- | ---- | ---- |
| Počet obyvatel | 0    | 0    | 0    | 0    | 0    | 0    | 0    | 0    | 39   | 41   | 23   | 18   | 15   | 10   | 12   |
| Počet domů     | 0    | 0    | 0    | 0    | 0    | 0    | 0    | 0    | 0    | 10   | 8    | 10   | 9    | 9    | 9    |